# Parigi-Nizza 1984
La Parigi-Nizza 1984, quarantaduesima edizione della corsa, si svolse dal 7 marzo al 14 marzo su un percorso di 1 123 km ripartiti in 7 tappe (la seconda, la quarta e la settima suddivise in due semitappe) più un cronoprologo. Fu vinta, per la terza volta consecutiva, dall'irlandese Sean Kelly davanti al suo connazionale Stephen Roche e al francese Bernard Hinault.

## Tappe
| Tappa  | Data     | Percorso                                                      | km    | Vincitore di tappa | Leader cl. generale    |
| ------ | -------- | ------------------------------------------------------------- | ----- | ------------------ | ---------------------- |
| Prol.  | 7 marzo  | Issy-les-Moulineaux > Issy-les-Moulineaux (cron. individuale) | 4.9   | Bert Oosterbosch   | Bert Oosterbosch       |
| 1ª     | 8 marzo  | Avallon > Chalon-sur-Saône                                    | 172   | Eddy Planckaert    | Jean-Luc Vandenbroucke |
| 2ª-1ª  | 9 marzo  | Chalon-sur-Saône > Bourbon-Lancy                              | 101   | Sean Kelly         | Jean-Luc Vandenbroucke |
| 2ª-2ª  | 9 marzo  | Moulins > Moulins (cron. a squadre)                           | 34    | Panasonic          | Jos Lammertink         |
| 3ª     | 10 marzo | Moulins > Saint-Étienne                                       | 190   | Noël Dejonckheere  | Jos Lammertink         |
| 4ª-1ª  | 11 marzo | Orange > Mont Ventoux                                         | 64    | Éric Caritoux      | Robert Millar          |
| 4ª-2ª  | 11 marzo | Sault > Miramas                                               | 96    | Francis Castaing   | Robert Millar          |
| 5ª     | 12 marzo | Miramas > La Seyne-sur-Mer                                    | 174   | Eddy Planckaert    | Sean Kelly             |
| 6ª     | 13 marzo | La Seyne-sur-Mer > Mandelieu-la-Napoule                       | 182   | Stephen Roche      | Sean Kelly             |
| 7ª-1ª  | 14 marzo | Mandelieu-la-Napoule > Nizza                                  | 94    | Bert Oosterbosch   | Sean Kelly             |
| 7ª-2ª  | 14 marzo | Nizza > Col d'Èze (cron. individuale)                         | 11    | Sean Kelly         | Sean Kelly             |
| Totale | Totale   | Totale                                                        | 1 123 |                    |                        |

## Dettagli delle tappe

### Prologo
- 7 marzo: Issy-les-Moulineaux > Issy-les-Moulineaux (cron. individuale) – 4,9 km

Risultati
| Pos. | Corridore              | Squadra    | Tempo |
| ---- | ---------------------- | ---------- | ----- |
| 1    | Bert Oosterbosch       | Panasonic  | 5'52" |
| 2    | Jean-Luc Vandenbroucke | La Redoute | a 4"  |
| 3    | Alain Bondue           | La Redoute | a 6"  |

| Pos. | Corridore              | Squadra    | Tempo |
| ---- | ---------------------- | ---------- | ----- |
| 1    | Bert Oosterbosch       | Panasonic  | 5'52" |
| 2    | Jean-Luc Vandenbroucke | La Redoute | a 4"  |
| 3    | Alain Bondue           | La Redoute | a 6"  |

### 1ª tappa
- 8 marzo: Avallon > Chalon-sur-Saône – 172 km

Risultati
| Pos. | Corridore         | Squadra   | Tempo    |
| ---- | ----------------- | --------- | -------- |
| 1    | Eddy Planckaert   | Panasonic | 4h37'38" |
| 2    | Eric Vanderaerden | Panasonic | s.t.     |
| 3    | Francis Castaing  | Peugeot   | s.t.     |

| Pos. | Corridore              | Squadra       | Tempo    |
| ---- | ---------------------- | ------------- | -------- |
| 1    | Jean-Luc Vandenbroucke | La Redoute    | 4h43'34" |
| 2    | Alain Bondue           | La Redoute    | a 2"     |
| 3    | Bernard Hinault        | La Vie Claire | a 3"     |

### 2ª tappa - 1ª semitappa
- 9 marzo: Chalon-sur-Saône > Bourbon-Lancy – 101 km

Risultati
| Pos. | Corridore        | Squadra   | Tempo    |
| ---- | ---------------- | --------- | -------- |
| 1    | Sean Kelly       | Skil      | 2h41'03" |
| 2    | Eddy Planckaert  | Panasonic | s.t.     |
| 3    | Francis Castaing | Peugeot   | s.t.     |

| Pos. | Corridore              | Squadra       | Tempo    |
| ---- | ---------------------- | ------------- | -------- |
| 1    | Jean-Luc Vandenbroucke | La Redoute    | 7h24'37" |
| 2    | Alain Bondue           | La Redoute    | a 2"     |
| 3    | Bernard Hinault        | La Vie Claire | a 3"     |

### 2ª tappa - 2ª semitappa
- 9 marzo: Moulins > Moulins (cron. a squadre) – 34 km

Risultati
| Pos. | Squadra                | Tempo   |
| ---- | ---------------------- | ------- |
| 1    | Panasonic              | 41'59"  |
| 2    | Peugeot-Shell-Michelin | a 27"   |
| 3    | Safir-Van De Ven       | a 1'07" |

| Pos. | Corridore       | Squadra   | Tempo    |
| ---- | --------------- | --------- | -------- |
| 1    | Jos Lammertink  | Panasonic | 7h23'23" |
| 2    | Eddy Planckaert | Panasonic | a 11"    |
| 3    | Phil Anderson   | Panasonic | a 12"    |

### 3ª tappa
- 10 marzo: Moulins > Saint-Étienne – 190 km

Risultati
| Pos. | Corridore         | Squadra          | Tempo    |
| ---- | ----------------- | ---------------- | -------- |
| 1    | Noël Dejonckheere | Teka             | 4h54'25" |
| 2    | Sean Kelly        | Skil             | s.t.     |
| 3    | Dries Klein       | Paesi Bassi dil. | s.t.     |

| Pos. | Corridore       | Squadra   | Tempo     |
| ---- | --------------- | --------- | --------- |
| 1    | Jos Lammertink  | Panasonic | 12h19'02" |
| 2    | Eddy Planckaert | Panasonic | a 11"     |
| 3    | Phil Anderson   | Panasonic | a 12"     |

### 4ª tappa - 1ª semitappa
- 11 marzo: Orange > Mont Ventoux – 64 km

Risultati
| Pos. | Corridore       | Squadra | Tempo    |
| ---- | --------------- | ------- | -------- |
| 1    | Éric Caritoux   | Skil    | 2h02'16" |
| 2    | Robert Millar   | Peugeot | a 6"     |
| 3    | Raimund Dietzen | Teka    | a 44"    |

| Pos. | Corridore     | Squadra | Tempo     |
| ---- | ------------- | ------- | --------- |
| 1    | Robert Millar | Peugeot | 14h10'59" |
| 2    | Sean Kelly    | Skil    | a 32"     |
| 3    | Éric Caritoux | Skil    | a 35"     |

### 4ª tappa - 2ª semitappa
- 11 marzo: Sault > Miramas – 96 km

Risultati
| Pos. | Corridore        | Squadra   | Tempo    |
| ---- | ---------------- | --------- | -------- |
| 1    | Francis Castaing | Peugeot   | 2h17'01" |
| 2    | Eddy Planckaert  | Panasonic | s.t.     |
| 3    | Sean Kelly       | Skil      | s.t.     |

| Pos. | Corridore     | Squadra | Tempo     |
| ---- | ------------- | ------- | --------- |
| 1    | Robert Millar | Peugeot | 16h38'00" |
| 2    | Sean Kelly    | Skil    | a 30"     |
| 3    | Éric Caritoux | Skil    | a 33"     |

### 5ª tappa
- 12 marzo: Miramas > La Seyne-sur-Mer – 174 km

Risultati
| Pos. | Corridore       | Squadra       | Tempo    |
| ---- | --------------- | ------------- | -------- |
| 1    | Eddy Planckaert | Panasonic     | 5h01'57" |
| 2    | Sean Kelly      | Skil          | s.t.     |
| 3    | Bernard Hinault | La Vie Claire | s.t.     |

| Pos. | Corridore       | Squadra       | Tempo     |
| ---- | --------------- | ------------- | --------- |
| 1    | Sean Kelly      | Skil          | 21h40'22" |
| 2    | Stephen Roche   | La Redoute    | a 32"     |
| 3    | Bernard Hinault | La Vie Claire | a 41"     |

### 6ª tappa
- 13 marzo: La Seyne-sur-Mer > Mandelieu-la-Napoule – 182 km

Risultati
| Pos. | Corridore       | Squadra       | Tempo    |
| ---- | --------------- | ------------- | -------- |
| 1    | Stephen Roche   | La Redoute    | 5h06'49" |
| 2    | Bernard Hinault | La Vie Claire | a 23"    |
| 3    | Sean Kelly      | Skil          | s.t.     |

| Pos. | Corridore       | Squadra       | Tempo     |
| ---- | --------------- | ------------- | --------- |
| 1    | Sean Kelly      | Skil          | 26h47'22" |
| 2    | Stephen Roche   | La Redoute    | a 11"     |
| 3    | Bernard Hinault | La Vie Claire | a 43"     |

### 7ª tappa - 1ª semitappa
- 14 marzo: Mandelieu-la-Napoule > Nizza – 94 km

Risultati
| Pos. | Corridore              | Squadra    | Tempo    |
| ---- | ---------------------- | ---------- | -------- |
| 1    | Bert Oosterbosch       | Panasonic  | 2h33'31" |
| 2    | Jean-Luc Vandenbroucke | La Redoute | a 14"    |
| 3    | Rudy Matthijs          | Splendor   | a 16"    |

| Pos. | Corridore       | Squadra       | Tempo     |
| ---- | --------------- | ------------- | --------- |
| 1    | Sean Kelly      | Skil          | 29h20'53" |
| 2    | Stephen Roche   | La Redoute    | a 11"     |
| 3    | Bernard Hinault | La Vie Claire | a 43"     |

### 7ª tappa - 2ª semitappa
- 14 marzo: Nizza > Col d'Èze (cron. individuale) – 11 km

Risultati
| Pos. | Corridore     | Squadra    | Tempo  |
| ---- | ------------- | ---------- | ------ |
| 1    | Sean Kelly    | Skil       | 20'41" |
| 2    | Stephen Roche | La Redoute | a 1"   |
| 3    | Éric Caritoux | Skil       | a 2"   |

| Pos. | Corridore       | Squadra       | Tempo     |
| ---- | --------------- | ------------- | --------- |
| 1    | Sean Kelly      | Skil          | 29h41'50" |
| 2    | Stephen Roche   | La Redoute    | a 12"     |
| 3    | Bernard Hinault | La Vie Claire | a 1'46"   |

## Classifiche finali

### Classifica generale
| Pos. | Corridore         | Squadra       | Tempo     |
| ---- | ----------------- | ------------- | --------- |
| 1    | Sean Kelly        | Skil-Reydel   | 29h41'50" |
| 2    | Stephen Roche     | La Redoute    | a 12"     |
| 3    | Bernard Hinault   | La Vie Claire | a 1'46"   |
| 4    | Michel Laurent    | Coop-Hoonved  | a 2'35"   |
| 5    | Phil Anderson     | Panasonic     | a 2'53"   |
| 6    | Robert Millar     | Peugeot-Shell | a 3'39"   |
| 7    | Frederic Vichot   | Skil-Reydel   | a 3'52"   |
| 8    | Éric Caritoux     | Skil-Reydel   | a 4'01"   |
| 9    | Steven Rooks      | Panasonic     | a 4'11"   |
| 10   | Jean-Claude Bagot | Skil-Reydel   | a 4'33"   |